# Калверт, Герберт Стэнли
Герберт Стэнли Калверт (англ. Herbert Stanley Calvert, в некоторых источниках ошибочно Дж. С. Калверт; 6 апреля 1889, Сонома — 24 июля 1981, Лос-Анджелес) — деятель американского рабочего движения.
Окончив школу, в течение года учился в Университете штата Иллинойс. Затем перебрался в Нью-Мексико, работал фермером, плотником, железнодорожным рабочим, коммивояжёром. Примкнув к Социалистической партии Америки, стал идейным последователем Юджина Дебса. В 1915 году женился на Мелли Миллер, дочери одного из главных спонсоров партии, и вместе с женой выступил активным участником Молодёжной социалистической лиги. В начале 1910-х гг. супруги Калверт были среди создателей социалистической колонии Льяно-дель-Рио. С началом Первой мировой войны Калверты присоединились к довольно обширной колонии антивоенно настроенных американских эмигрантов в Мексике. Здесь, под влиянием распространявшегося среди колонистов «Письма к американским рабочим» В. И. Ленина, супруги Калверт вступили в организацию «Индустриальные рабочие мира». После войны Калверт вернулся в США и поступил на автомобильный завод Ford в Детройте, изучая организацию производства и используемые на заводе технологии.
В 1921 году Калверт прибыл в СССР для участия в учредительном съезде Красного интернационала профсоюзов. Оказавшись в Москве, принимал активное участие в создании Автономной индустриальной колонии «Кузбасс». Вместе с другими инициаторами создания колонии, Себальдом Рутгерсом и Биллом Хейвудом, 19 сентября встречался и беседовал с В. И. Лениным, который после этой встречи в записке В. В. Куйбышеву распорядился оказать этой группе всемерное содействие. Затем, однако, о группе американских энтузиастов поступил скептический отзыв Л. К. Мартенса, который охарактеризовал Калверта как «несолидного». После того, как решение об организации колонии в Кузбассе было принято, Калверт в ноябре того же года уехал обратно в США для вербовки в неё рабочих.
В США Калверт и его соратники столкнулись со значительными трудностями, поскольку им отказали в поддержке как «Индустриальные рабочие мира» (организация решила полностью порвать с большевиками и Советской Россией, убедившись, что советская система несовместима с идеалами синдикализма), так и Коммунистическая партия США. Тем не менее, статьи о миссии Калверта и интервью с ним опубликовали несколько нью-йоркских газет, Калверт заручился также поддержкой нескольких влиятельных американских деятелей — Стюарта Чейза, Торстейна Веблена, Чарлза Штейнмеца, Роджера Болдуина. В течение 1922 года он отправил из США в Кузбасс около 300 колонистов, в том числе нескольких квалифицированных инженеров. Однако к концу года московское руководство пересмотрело условия договора с американскими колонистами, и в ходе последовавшей организации Калверт был уволен с поста руководителя нью-йоркского представительства. Он вернулся вместе с женой в Калифорнию, где и провёл всю оставшуюся жизнь.
В 1973 г. Калверт с женой написали мемуары «Кузбасская история» (англ. The Kuzbas Story: History of the Autonomous Industrial Colony Kuzbas). Их рукопись доступна специалистам в библиотеке Университета Уэйна.